# Nasirul Mulk
Nasirul Mulk (Urdu ناصر الملک DMG Nāṣir al-Mulk; * 17. August 1950 im Distrikt Swat) ist ein pakistanischer Jurist und war vom 1. Juni 2018 bis zum 18. August 2018 Übergangspremierminister Pakistans.

## Leben
Seit 2004 war er Chefrichter am Peshawar High Court, dann ab 2005 Senior Justice am obersten pakistanischen Gericht.
Vom 30. November 2013 bis zum 6. Juli 2014 war er oberster Wahlleiter. Unmittelbar anschließend wurde er auf Vorschlag von Premierminister Nawaz Sharif durch Staatspräsident Mamnoon Hussain zum obersten Richter Pakistans ernannt.
Sein Amtsvorgänger als Premierminister, Shahid Khaqan Abbasi, dessen Amtszeit am 31. Mai 2018 regulär geendet hätte, einigte sich mit dem  Oppositionsführer Syed Khurshid Ahmed Shah auf ihn als Übergangspremier. Seine Hauptaufgabe ist die Organisation der anstehenden Wahlen.